# Tercera División 2019-2020 (Spagna)
La Tercera División 2019-20 è il quarto livello del campionato spagnolo di calcio. È iniziato nell'agosto 2019 e si è concluso a fine giugno 2020 con la fase finale del play-off. Le prime 18 squadre eleggibili in ciascun gruppo hanno disputano i playoff per la promozione.
Il campione di ogni gruppo si qualifica per la Coppa del Re 2020-21, più le migliori 14 seconde classificate. Se il campione o la seconda classificata sono una squadra di riserva, la prima squadra non qualificata si unisce alla Coppa. In ogni gruppo, almeno tre squadre vengono retrocesse nelle divisioni regionali.

## Formula
A causa della pandemia COVID-19 , il formato è stato cambiato in un "express play-off" tra le quattro prime squadre qualificate di ciascun gruppo al momento della sospensione, senza incontrare squadre di altri gruppi.
I playoff si terranno, se possibile, in quattro formati finali in luoghi neutrali e in base all'evoluzione della pandemia in ogni regione, con spettatori o a porte chiuse. In caso di pareggio in qualsiasi match non ci saranno i calci di rigore o supplementari; si qualificherà la squadra meglio posizionata nella stagione regolare.
Sarà promossa una sola squadra per gruppo. I campioni del gruppo che non vinceranno la promozione nella prima fase giocheranno un playoff aggiuntivo per determinare altre due promozioni. Tutte le squadre avrebbero potuto rifiutarsi di giocarsi a vicenda se avessero voluto. Tuttavia, non ci sono stati ritiri.
Le semifinali si giocheranno il 18 e 19 luglio e la finale il 25 luglio

## Play-Off
| Gruppo | 1º                | 2º                   | 3º                  | 4º               |
| ------ | ----------------- | -------------------- | ------------------- | ---------------- |
| 1      | Compostela        | Ourense CF           | Arosa               | Barco            |
| 2      | Lealtad           | Llanera              | Covadonga           | Caudal           |
| 3      | Laredo            | Torrelavega          | Racing Santander B  | Tropezón         |
| 4      | Portugalete       | Sestao River         | Vitoria             | Baskonia         |
| 5      | L'Hospitalet      | Terrassa             | CE Europa           | Sant Andreu      |
| 6      | Alcoyano          | Alzira               | Atzeneta            | Intercity        |
| 7      | Navalcarnero      | Unión Adarve         | Alcorcón B          | Alcalá           |
| 8      | Zamora CF         | Gimnástica Segoviana | Arandina            | Numancia B       |
| 9      | Linares Deportivo | El Ejido             | CF Motril           | Real Jaén        |
| 10     | Betis B           | Ciudad de Lucena     | Xerez Deportivo     | Utrera           |
| 11     | Poblense          | CD Ibiza             | Maiorca B           | Felanitx         |
| 12     | Marino            | Tenisca              | UD San Fernando     | Tamaraceite      |
| 13     | Lorca Deportiva   | Pulpileño            | Racing Cartagena MM | Mazarrón         |
| 14     | Villanovense      | Coria                | Cacereño            | Extremadura B    |
| 15     | Mutilvera         | San Juan             | Beti Kozkor         | Pamplona         |
| 16     | SD Logroñés       | Varea                | Casalarreina        | Arnedo           |
| 17     | Tarazona          | Teruel               | Brea                | Deportivo Aragón |
| 18     | Socuéllamos       | Quintanar            | Guadalajara         | Toledo           |

### Primo turno
Al primo turno partecipano tutte le squadre classificatesi dal primo al quarto posto nei rispettivi gironi. Il regolamento prevede che le prime classificate si sfidino contro le quarte, mentre le seconde contro le terze classificate.
| Squadra 1            | Risultato | Squadra 2           |
| -------------------- | --------- | ------------------- |
| Compostela           | 3 - 1     | Barco               |
| Ourense CF           | 2 - 1     | Arosa               |
| Lealtad              | 0 - 1     | Caudal              |
| Llanera              | 2 - 3     | Covadonga           |
| Laredo               | 3 - 1     | Tropezón            |
| Torrelavega          | 1 - 1     | Racing Santander B  |
| Portugalete          | 1 - 0     | Baskonia            |
| Sestao River         | 0 - 0     | Vitoria             |
| L'Hospitalet         | 0 - 0     | Sant Andreu         |
| Terrassa             | 1 - 0     | CE Europa           |
| Alcoyano             | 0 - 0     | Intercity           |
| Alzira               | 1 - 3     | Atzeneta            |
| Navalcarnero         | 1 - 1     | Alcalá              |
| Unión Adarve         | 1 - 3     | Alcorcón B          |
| Zamora CF            | 2 - 1     | Numancia B          |
| Gimnástica Segoviana | 0 - 0     | Arandina            |
| Linares Deportivo    | 0 - 1     | Real Jaén           |
| El Ejido             | 3 - 2     | CF Motril           |
| Betis B              | 3 - 1     | Utrera              |
| Ciudad de Lucena     | 1 - 1     | Xerez Deportivo     |
| Poblense             | 1 - 1     | Felanitx            |
| CD Ibiza             | 0 - 1     | Maiorca B           |
| Marino               | 0 - 1     | Tamaraceite         |
| Tenisca              | 0 - 4     | UD San Fernando     |
| Lorca Deportiva      | 0 - 0     | Mazarrón            |
| Pulpileño            | 0 - 0     | Racing Cartagena MM |
| Villanovense         | 2 - 0     | Extremadura B       |
| Coria                | 0 - 1     | Cacereño            |
| Mutilvera            | 0 - 0     | Pamplona            |
| San Juan             | 2 - 4     | Beti Kozkor         |
| SD Logroñés          | 2 - 0     | Arnedo              |
| Varea                | 1 - 0     | Casalarreina        |
| Tarazona             | 1 - 0     | Deportivo Aragón    |
| Teruel               | 1 - 2     | Brea                |
| Socuéllamos          | 1 - 0     | Toledo              |
| Quintanar            | 1 - 2     | Guadalajara         |

### Secondo turno
Al secondo turno partecipano le 36 squadre vincitrici del turno precedente, le 18 vincitrici verranno promosse in Segunda División B 2020-2021.
| Squadra 1       | Risultato | Squadra 2            |
| --------------- | --------- | -------------------- |
| Compostela      | 1 - 1     | Ourense CF           |
| Covadonga       | 2 - 0     | Caudal               |
| Laredo          | 2 - 0     | Torrelavega          |
| Portugalete     | 1 - 0     | Sestao River         |
| L'Hospitalet    | 1 - 1     | Terrassa             |
| Alcoyano        | 0 - 1     | Atzeneta             |
| Navalcarnero    | 1 - 1     | Alcorcón B           |
| Zamora CF       | 2 - 1     | Gimnástica Segoviana |
| El Ejido        | 1 - 1     | Real Jaén            |
| Betis B         | 4 - 1     | Ciudad de Lucena     |
| Poblense        | 2 - 1     | Maiorca B            |
| UD San Fernando | 1 - 2     | Tamaraceite          |
| Lorca Deportiva | 1 - 1     | Pulpileño            |
| Villanovense    | 1 - 1     | Cacereño             |
| Mutilvera       | 1 - 0     | Beti Kozkor          |
| SD Logroñés     | 1 - 1     | Varea                |
| Tarazona        | 3 - 0     | Brea                 |
| Socuéllamos     | 0 - 0     | Guadalajara          |

#### Verdetti
| Promossi in Segunda División B | Promossi in Segunda División B | Promossi in Segunda División B | Promossi in Segunda División B | Promossi in Segunda División B | Promossi in Segunda División B | Promossi in Segunda División B | Promossi in Segunda División B | Promossi in Segunda División B |
| ------------------------------ | ------------------------------ | ------------------------------ | ------------------------------ | ------------------------------ | ------------------------------ | ------------------------------ | ------------------------------ | ------------------------------ |
| Compostela (4 anni dopo)       | Covadonga (Esordiente)         | Laredo (30 anni dopo)          | Portugalete (4 anni dopo)      | L'Hospitalet (3 anni dopo)     | Atzeneta (Esordiente)          | Navalcarnero (1 anno dopo)     | Zamora CF (5 anni dopo)        | El Ejido (1 anno dopo)         |

| Promossi in Segunda División B | Promossi in Segunda División B | Promossi in Segunda División B | Promossi in Segunda División B | Promossi in Segunda División B | Promossi in Segunda División B | Promossi in Segunda División B | Promossi in Segunda División B | Promossi in Segunda División B |
| ------------------------------ | ------------------------------ | ------------------------------ | ------------------------------ | ------------------------------ | ------------------------------ | ------------------------------ | ------------------------------ | ------------------------------ |
| Betis B (2 anni dopo)          | Poblense (31 anni dopo)        | Tamaraceite (Esordiente)       | Lorca Deportiva (2 anni dopo)  | Villanovense (1 anno dopo)     | Mutilvera (3 anni dopo)        | SD Logroñés (6 anni dopo)      | Tarazona (Esordiente)          | Socuéllamos (3 anni dopo)      |

### Ripescaggio
I campioni del gruppo che sono stati eliminati dopo i primi due turni sono idonei a giocare il playoff per gli ultimi due posti disponibili. Le due partite sono state sorteggiate il 28 luglio e dovevano essere giocate l'1 e il 2 agosto in campo neutro, ma sono state rinviate quando sono stati rilevati tre casi di COVID-19 in uno dei club partecipanti. Il 10 agosto la RFEF ha concesso la promozione alle quattro squadre coinvolte a causa della disponibilità limitata di date per giocare le partite. 

#### Campioni non promossi
| Gruppo | Squadra           |
| ------ | ----------------- |
| 2      | Lealtad           |
| 6      | Alcoyano          |
| 9      | Linares Deportivo |
| 12     | Marino            |

| Squadra 1 | Risultato | Squadra 2         |
| --------- | --------- | ----------------- |
| Lealtad   | CANC      | Alcoyano          |
| Marino    | CANC      | Linares Deportivo |

#### Verdetti
| Lealtad (2 anni dopo) | Alcoyano (1 anno dopo) | Marino (7 anni dopo) | Linares Deportivo (3 anni dopo) |